# 庫利欽基
49°44′27″N 26°56′26″E / 49.74083°N 26.94056°E
庫利欽基（烏克蘭語：Кульчинки）是位於烏克蘭西部的村莊，由赫梅利尼茨基州裡赫梅利尼茨基區的克拉西利夫市鎮負責管轄。該村始建於1753年，面積2.59平方公里，海拔高度294米，人口500，人口密度每平方公里282.4人。